# HMAS Tasmania
HMAS Tasmania – brytyjski, a następnie australijski niszczyciel z końca I wojny światowej i okresu międzywojennego, jedna z 67 zbudowanych jednostek typu S. Okręt został zwodowany 22 listopada 1918 roku w stoczni Beardmore w Clydebank, a w skład Royal Navy wszedł w lutym 1919 roku. W czerwcu 1919 roku niszczyciel wraz z czterema bliźniaczymi jednostkami został nabyty przez Australię i wszedł do służby w Royal Australian Navy 27 stycznia 1920 roku. Okręt został skreślony z listy floty 9 stycznia 1928 roku i sprzedany na złom 4 czerwca 1937 roku.

## Projekt i budowa
Projekt niszczycieli typu S był niewielką modyfikacją wcześniejszych okrętów typu R . W przeciwieństwie do budowanych od 1916 roku niszczycieli typu W nowe okręty były tańsze i szybsze o 2 węzły, a ich czas budowy był krótszy .
HMS „Tasmania” zbudowany został w stoczni William Beardmore and Company w Clydebank . Stępkę okrętu położono w grudniu 1917 roku, zwodowany został 22 listopada 1918 roku, a całkowity czas budowy wyniósł 1 rok i 1 miesiąc .

## Dane taktyczno-techniczne
„Tasmania” był niszczycielem o długości całkowitej 84,1 metra, szerokości 8,1 metra i zanurzeniu 2,7 metra . Wyporność normalna wynosiła 1075 ton, zaś pełna 1225 ton . Siłownię okrętu stanowiły dwa zestawy turbin parowych Brown-Curtis o łącznej mocy 27 000 KM, do których parę dostarczały trzy kotły Yarrow . Prędkość maksymalna napędzanego dwoma śrubami okrętu wynosiła 36 węzłów. Okręt zabierał zapas 301 ton paliwa, co zapewniało zasięg wynoszący 2750 Mm przy prędkości 15 węzłów  .
Główne uzbrojenie artyleryjskie okrętu składało się z trzech pojedynczych dział kalibru 102 mm (4 cale) QF Mark IV L/40 . Broń przeciwlotniczą stanowiło pojedyncze dwufuntowe działko przeciwlotnicze Vickers kal. 40 mm L/39 Mark VIII . Uzbrojenie uzupełniało pięć karabinów maszynowych, w tym cztery Lewis. Broń torpedową stanowiły dwa podwójne aparaty kal. 533 mm (21 cali) . W celu zwalczania okrętów podwodnych niszczyciel wyposażono w dwa miotacze i jedną zrzutnię bomb głębinowych .
Załoga okrętu składała się z 90 oficerów, podoficerów i marynarzy.

## Służba
Okręt został przyjęty w skład Royal Navy w lutym 1919 roku, otrzymując numer taktyczny G97. W czerwcu 1919 roku jednostka (wraz z bliźniaczymi niszczycielami „Success”, „Swordsman”, „Stalwart” i „Tattoo”) została zakupiona przez rząd Australii. Do służby w Royal Australian Navy okręt wszedł 27 stycznia 1920 roku pod nazwą HMAS „Tasmania”, otrzymując numer taktyczny H25. Okręt został skreślony z listy floty 9 stycznia 1928 roku, a następnie sprzedany na złom 4 czerwca 1937 roku.